# Sylhet Sadar
Sylhet Sadar è un sottodistretto (upazila) del Bangladesh situato nel distretto di Sylhet, divisione di Sylhet. Si estende su una superficie di 323,17 km² e conta una popolazione di 554.412 abitanti (dato censimento 1991).